# Macrophage pulmonaire

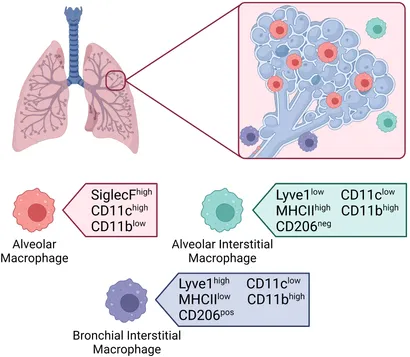
Localisation des macrophages résidant dans le poumon et leurs marqueurs de surface distinctifs à l'état d'équilibre. Les macrophages alvéolaires situés dans la lumière alvéolaire expriment des taux élevés de Siglec F et de CD11c et de faibles taux de CD11b. Les macrophages interstitiels situés dans l'interstitium alvéolaire expriment de faibles taux de Lyve1 (Acronyme pour Lymphatic vessel endothelial hyaluronan receptor 1), des taux élevés de CMH II et sont négatifs pour le récepteur de mannose (CD206). Les macrophages interstitiels situés dans l'interstitium bronchique expriment des taux élevés de Lyve1, de faibles taux de CMH II et sont positifs pour le récepteur de mannose (CD206). Les deux sous-ensembles de macrophages interstitiels expriment de faibles niveaux de CD11c et des niveaux élevés de CD11b.

Les macrophages pulmonaires  effectuent le plus grand voyage de leur vie peu après la naissance : ils migrent du foie au poumon  dans les 3 premiers jours suivant la naissance,. Une personne inhale plus de 10 000 litres d’air par jour. Les poumons sont constamment exposés à des particules étrangères et à des agents pathogènes provenant de l’environnement extérieur. Les macrophages résidant dans les tissus pulmonaires jouent un rôle majeur dans la filtration de l'air inhalé et dans le maintien de l'homéostasie des tissus, afin de protéger l'hôte des agents pathogènes aéroportés. Nos poumons abritent deux populations principales de macrophages résidant dans les tissus et dotés de fonctions spécialisées basées sur leur compartiment anatomique. Les macrophages alvéolaires se trouvent dans l'alvéole, tandis que les macrophages interstitiels se trouvent dans les tissus environnants l"alvéole. Les macrophages situés dans les voies respiratoires supérieures ont été proposés comme troisième population mais sont généralement regroupés avec les macrophages pulmonaires. Les macrophages alvéolaires sont mieux connus que les macrophages interstitielles  car  ils sont plus accessibles par lavage broncho-alvéolaire.

## Macrophage alvéolaire
Les macrophages alvéolaires sont les macrophages résidant dans les tissus les plus abondants dans les voies respiratoires . Peu de temps après la naissance, la population AM s'établit en réponse à la production de facteur stimulant les colonies de granulocytes et de macrophages par les cellules épithéliales alvéolaires (GM-CSF) . Le GM-CSF régule positivement le facteur de transcription γ activé par les peroxisome proliferator-activated receptor gamma (PPARγ) dans les précurseurs embryonnaires, déclenchant la différenciation terminale en macrophage alvéolaire. L’établissement de la population de macrophages alvéolaires coïncide avec l’alvéologenèse. Les macrophages alvéolaires interagissent avec les cellules épithéliales alvéolaires pour contribuer à l'alvéologenèse . Le maintien de la population dépend du GM-CSF provenant des cellules épithéliales alvéolaires et du facteur de croissance transformant β (TGF-β) qui est libéré par les macrophages alvéolaires . Bien que les macrophages alvéolaires soient généralement considérés comme de nature anti-inflammatoire, ils sont très adaptables et leur phénotype dépend du microenvironnement environnant . Jusqu'à récemment, les macrophages alvéolaires étaient considérés comme attaché à l'alvéole comme la plupart des autres macrophages résidant dans les tissus . Cependant, l'imagerie in vivo a révélé que les populations de macrophages alvéolaires sont mobiles et se déplacent entre les alvéoles à travers les pores de Kohn . La capacité des macrophages alvéolaires à se déplacer dans les voies respiratoires et entre les alvéoles en fait l’un des macrophages résidents tissulaires les plus uniques.

## Macrophage pulmonaire dans les pathologies

### Bronchopneumopathie chronique obstructive
Les patients atteints de bronchopneumopathie chronique obstructive présentent un nombre accru de macrophages dans leurs voies respiratoires et leur interstitium. Cependant, la fonction de ces macrophages est fortement altérée. Les macrophages alvéolaires dans la bronchopneumopathie chronique obstructive présentent une expression altérée des récepteurs Toll-like qui sont essentiels à la détection des motifs moléculaires associés aux dommages et des motifs moléculaires associés aux pathogènes . De plus, ces macrophages alvéolaires ont des capacités phagocytaires réduites qui peuvent entraîner une inflammation accrue . Des niveaux accrus d'interleukine-8, de facteur de nécrose tumoraleα, dérivé réactif de l'oxygène et de métalloprotéinase matricielle 12 sont produits par les macrophages alvéolaires chez les patients atteints de bronchopneumopathie chronique obstructive . Ces facteurs exacerbent l’inflammation et provoquent des lésions tissulaires. Quant aux macrophages interstitielles , on sait peu de choses sur leur rôle dans la bronchopneumopathie chronique obstructive . Les options thérapeutiques actuelles se concentrent sur la réduction des symptômes de la bronchopneumopathie chronique obstructive plutôt que sur l’inversion de la progression de la maladie. Par conséquent, les chercheurs ont envisagé de cibler les macrophages pulmonaires pour restaurer la fonction pulmonaire. Il a été démontré que le déplacement de la fonction des macrophages vers un phénotype anti-inflammatoire en réduisant le stress oxydatif et en supprimant la libération de médiateurs pro-inflammatoires restaure la fonction phagocytaire des macrophages pulmonaires, améliorant ainsi la pathogenèse de la maladie ,.

## Sources
- Kulle A, Thanabalasuriar A, Cohen TS and Szydlowska M (2022) Resident macrophages of the lung and liver: The guardians of our tissues. Front. Immunol. 13:1029085. doi: 10.3389/fimmu.2022.1029085 sous licence  Creative Commons Attribution License (CC BY).